# بير هداج
بير هداج (بئر هداج)، هي قرية بدوية تقع في جنوب صحراء النقب، يسكنها بدو العزازمة، والقرية لم يعترف بها من إسرائيل حتى عام 2003-2004، وهي غير مرتبطة بشبكة الكهرباء، وتعاني من سياسة هدم البيوت
يسكن العزازمة في بير هداج، ويقدر عددهم بحوالي ستة آلاف نسمة.
بير هداج هي قرية بدوية  وتقع غربي شارع 40 بالقرب من كيبوتس ربيبيم في النقب، جنوب دولة إسرائيل. خلال سنوات ال 90 قرر سكان القرية والذين كانوا يسكنون حينها في منطقة رمات حوفاف وفي القرية الغير معترف بها وادي النعم العودة الى مكان القرية اليوم وذلك بقرب أماكن سكناهم التاريخية. يقطن قرية بير هداج اليوم حوالي 6,000 مواطن. عام 1999 قررت حكومة إسرائيل الاعتراف بهم واليوم تقع القرية ضمن نفوذ المجلس الاقليمي واحة الصحراء. اسم القرية مأخوذ من بئر مياه الموجودة في المكان التاريخي وتسمى بالعربية “بئر هداج”.

## خدمات وبنى تحتية
في قرية بير هداج يوجد مدرستين ابتدائيتين, ومدرسة ثانوية واحدة واربع رياض أطفال للسن الاجبارية وما قبلها. في القرية يوجد عيادة واحدة ومحطة الام والطفل التي تقدم خدمات الصحة للسكان.
بالرغم من ان قرية بير هداج معترف بها منذ العام 1999, الا ان بيوت القرية غير مرتبطة بشبكة الكهرباء القطرية وسكانها يضطرون لاستعمال ألواح الطاقات الشمسية. كما ان القرية غير مرتبطة بشبكة المياه, ويقوم السكان بمد الانابيب حتى بيوتهم من نقطة ارتباط رئيسية. البيوت في القرية غير مرتبطة بشبكة تصريف وما عدا شارع واحد معبد يصل حتى المدارس فانه لا توجد في القرية اي طرق معبدة. في قرية بير هداج لا توجد خدمة جمع النفايات الا للمدارس.

## الوضع التخطيطي
لقرية بير هداج يوجد “خط أزرق” والذي يبين حدود القرية. مع هذا, وفي غياب خطة بناء مفصلة للقرية لا يستطيع السكان طلب تصاريح للبناء. وفي غياب التخطيط تتعرض قرية بير هداج  لسياسة هدم البيوت وعلى جزء من بيوت القرية هناك أوامر هدم. كما انه يوجد العديد من السكان يسكنون خارج الخط الأزرق.(1)